# Casa Museo de Tahir Salahov
La Casa Museo de Tahir Salahov (en azerí: Tahir Salahovun ev-muzeyi) es un museo conmemorativo que está situado en la Ciudad Vieja de Bakú, Azerbaiyán.

## Historia
El 13 de octubre de 2011, el presidente de Azerbaiyán, Ilham Əliyev firmó un decreto para establecer la casa museo de Tahir Salahov en Bakú. 
El museo se creó por el Departamento de la Reserva Estatal de Histórico-Arquitectónico Icherisheher en 2012.

## Exposición
La exposición del museo se dedica a la vida y la actividad del prominente pintor de Azerbaiyán, Tahir Salahov.   El pintor ha dotado 735 exposiciones – sus obras, pertenencias personales, colección de alfombra y archivo fotográfico -  a la casa museo.
La exposición del museo se cubre tres plantas del edificio. La colección del museo consta de 798 exposiciones.
El taller del pintor se encuentra en el 3ª planta del museo.